# هوانغ بو (مغنية)
هوانغ بو هيه جونغ، المعروفة بإسم هوانغ بو (بالكورية: 황보혜정)‏ هي مغنية ومغنية راب كورية جنوبية، ولدت يوم 16 أغسطس 1980 في سول في كوريا الجنوبية.

## روابط خارجية
- Hwangbo على موقع IMDb (الإنجليزية)
- Hwangbo على موقع ميوزك برينز (الإنجليزية)